# Valkyrie
Valkyrie (bra: Operação Valquíria; prt: Valquíria) é um filme teuto-estadunidense de 2008 dos gêneros biográfico, histórico e dramático, dirigido por Bryan Singer. O roteiro, de Christopher McQuarrie, é baseado na história real do coronel Claus von Stauffenberg e descreve os dias anteriores ao 20 de julho de 1944, quando oficiais alemães tentam assassinar Adolf Hitler e usam o plano emergencial Operação Valquíria para iniciar um golpe, controlar o país e tentar dar um fim à guerra.
A escalação de Tom Cruise causou polêmica entre políticos alemães e membros da família von Stauffenberg devido à prática da Cientologia pelo ator, que é vista com desconfiança na Alemanha. Por causa disso, os cineastas inicialmente enfrentaram dificuldades para conseguir locais de filmagem no país, mas posteriormente receberam autorização para filmar em locais como o histórico Bendlerblock, em Berlim. Jornais e cineastas alemães apoiaram o filme e sua intenção de aumentar a conscientização global sobre o plano de von Stauffenberg.
O filme teve suas datas de lançamento alteradas várias vezes, variando de 27 de junho de 2008 a 13 de fevereiro de 2009. A mudança no calendário e a resposta fraca à campanha de marketing inicial da United Artists geraram críticas sobre a viabilidade do filme. No entanto, após uma exibição teste positiva, o lançamento de Operação Valquíria na América do Norte foi finalmente definido para 25 de dezembro de 2008, enquanto na Alemanha estreou em 22 de janeiro de 2009. A United Artists reformulou sua campanha de marketing para reduzir o foco em Cruise e destacar as credenciais do diretor Bryan Singer. O filme recebeu críticas geralmente positivas e arrecadou US$ 201 milhões mundialmente.

## Elenco
- Tom Cruise como Coronel Claus von Stauffenberg: Um coronel do Exército Alemão e figura-chave da conspiração contra Adolf Hitler. Bryan Singer considerava-o "muito humanista", afirmando que "ele entendia seu papel como coronel, mas também entendia que os nazistas estavam praticando coisas terríveis, muito terríveis". Diretor de Superman Returns, Singer comparou a lealdade de Stauffenberg com a personalidade do personagem da DC Comics, especialmente em seu alter-ego Clark Kent. Cruise já desejava trabalhar com Singer desde a estreia de Mission: Impossible e descreveu o heroísmo de seu personagem, dizendo: "Eu pensei que em termos do que Stauffenberg representa, ele era alguém que percebeu que precisava tomar decisões que custariam sua própria vida... reconheceu o que estava em jogo." O ator preparou-se para o papel durante oito meses, tendo contratado um pesquisador de história e contactado descendentes de Stauffenberg. Uma vez que Stauffenberg perdeu seu olho esquerdo, a mão direita e dois dedos da mão esquerda durante a campanha militar na Tunísia, Cruise ensaiou as mesma deficiências buscando tornar sua performance mais realística.
- Kenneth Branagh como Major-general Henning von Tresckow: Apesar de diferir consideravelmente do personagem real, Branagh foi contratado porque, segundo Singer, ambos "possuem uma energia, uma honestidade".
- Bill Nighy como General Friedrich Olbricht: Nighy foi convocado para o elenco para dar um tom simpático, evitando que Oldbricht representasse um "bode expiatório". Nighy desejava que Olbricht estivesse dividido entre participar do complô contra Hitler ou somente criticar suavemente as decisões do Alto Comando Nazista. Segundo o ator, sua performance foi "uma das coisas mais desconcertantes ao ter de usar um uniforme nazista."
- Terence Stamp como Coronel-general Ludwig Beck
- Tom Wilkinson como General Friedrich Fromm
- Carice van Houten como Nina von Stauffenberg
- Kevin McNally como Dr. Carl Goerdeler
- David Schofield como Erwin von Witzleben
- Eddie Izzard como General Erich Fellgiebel
- Christian Berkel como Coronel Mertz von Quirnheim
- Jamie Parker como Tenente Werner von Haeften
- David Bamber como Adolf Hitler: O Führer da Alemanha Nazista. Durante os testes de Bamber para o papel, Singer ficou impressionado por seu olhar, que achou semelhante ao de Hitler.
- Thomas Kretschmann como Major Otto Ernst Remer
- Harvey Friedman como Joseph Goebbels
- Kenneth Cranham como Marechal de campo Wilhelm Keitel
- Matthias Freihof como Heinrich Himmler

## Recepção
O site Rotten Tomatoes deu a Valkyrie um índice de aprovação de 62%, baseado em 196 resenhas, com uma nota média de 6,19 (de 10). O consenso da crítica era: "Dado o assunto, Valquíria poderia ter sido um thriller histórico excepcional, mas se contenta em ser uma história levemente divertida, mas descartável." Já o Metacritic, que atribui uma classificação normalizada às avaliações dos críticos tradicionais, o filme recebeu uma pontuação média de 56 de 100, com base em 36 críticos, indicando "críticas mistas ou médias".